# Шамино (Воскресенский район)
Шамино — деревня в Воскресенском районе Нижегородской области России. Входит в состав Нахратовского сельсовета.

## География
Деревня находится в северо-восточной части Нижегородской области, в пределах Волжско-Нижневетлужской низины, в зоне хвойно-широколиственных лесов, на правом берегу реки Малиновки, при автодороге 22Н-1641, на расстоянии приблизительно 8 километров (по прямой) к юго-западу от рабочего посёлка Воскресенское, административного центра района. Абсолютная высота — 110 метров над уровнем моря.
Климат
Климат характеризуется как умеренно континентальный, со сравнительно тёплым летом и часто холодной многоснежной зимой. Среднегодовая температура — 3,5 °C. Средняя температура воздуха самого тёплого месяца (июля) — 18,2 °C (абсолютный максимум — 37 °C); самого холодного (января) — −13 — −12 °C (абсолютный минимум — −44 °C). Безморозный период длится около 110—120 дней в году. Среднегодовое количество атмосферных осадков составляет около 650 мм. Снежный покров устанавливается, как правило, в конце ноября и держится в среднем 150—160 дней.
Часовой пояс
Деревня Шамино, как и вся Нижегородская область, находится в часовой зоне МСК (московское время). Смещение применяемого времени относительно UTC составляет +3:00.

## Население
| 1999 | 2002 | 2010 |
| ---- | ---- | ---- |
| 45   | ↘41  | ↘31  |

Национальный состав
Согласно результатам переписи 2002 года, в национальной структуре населения русские составляли 100 % из 41 чел.